# Juan Manuel Uraga
Juan Manuel Uraga Lemus fue un político y militar ecuatoriano que participó de forma activa en varios conflictos de Ecuador.

## Biografía
Nacido en la ciudad de Guayaquil el 11 de abril de 1814, hijo de Fermín de Uraga y Ramona Lemus, le tocó vivir la gesta independentista que estallaba el 9 de octubre en su natal ciudad: el inicio de la guerra por la liberación de Quito fue la razón de su patriotismo e ingresó como cadete en la escuela naval dirigida por el almirante Juan Illingworth Hunt. El 1 de enero de 1827 combatió en Punta Malpelo a las órdenes del almirante Tomás Carlos Wright, teniendo una destacada participación.
En 1830 es instaurada la república, donde fue ascendido a alférez de fragata el 23 de junio de 1831. Se debió este ascenso sobre todo por sus acciones contra las fuerzas de Rafael Urdaneta en Panamá. Posteriormente participa en la Revolución de los Chihuahuas apoyando al general Mena contra las fuerzas del general Juan José Flores, finalizando la contienda en la batalla de Miñarica casi muriendo y salvándose de milagro, contienda que dio el triunfo a las fuerzas del presidente Vicente Rocafuerte.
En 1845 se da la Revolución marcista en donde en los combates de "La Elvira" se distinguió por su valor y serenidad, recibiendo en premio el grado de capitán de fragata. Una vez concluida esto se retira a Guayaquil donde permanece hasta que en 1851 su antiguo amigo de la infancia el general José María Urbina lo reincorporó al servicio activo, pero concluido dicho período del gobierno de Urbina llegó al poder el general Francisco Robles; otro antiguo compañero de armas, y lo dejó al retirarse el 30 de julio de 1850.

## Guerras civiles

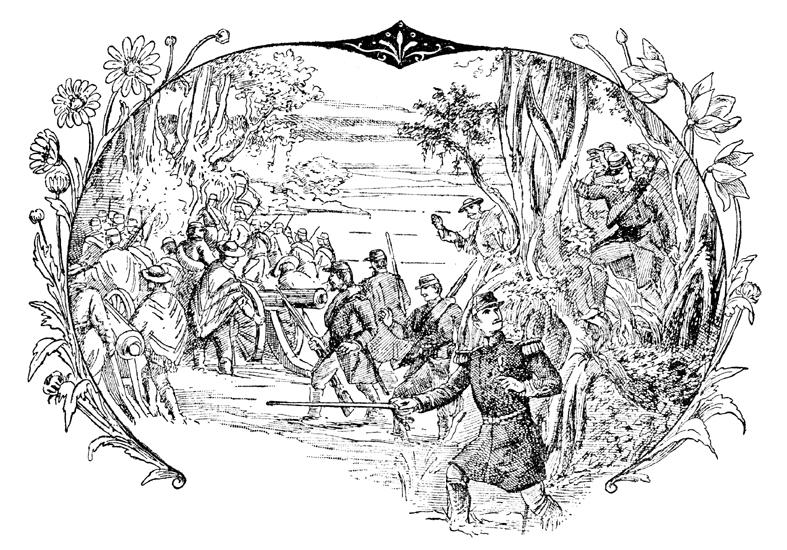
Batalla de Guayaquil.

Fue llamado de nuevo al servicio en 1860 para derrocar a las fuerzas del general Guillermo Franco Herrera, combatiéndolo a la victoriosa batalla de Guayaquil. Una vez terminada la guerra civil se eligió a Gabriel García Moreno como presidente de Ecuador.
Uruga combate un intento de expedición por parte del expresidente José María Urbina a la que derrota en el Jambelí retirándose nuevamente el 28 de diciembre de 1866, pero regresando al servicio activo como general de brigada el 24 de mayo de 1869, derrotando un intento de revolución por parte del general José Veintimilla.
Al finalizar 1873 fue invitado a participar en una revolución que se estaba tramando en Quito con el fin de eliminar al mandatario. Algunos aseguran que José Solís y el comandante Campuzano lo invitaron a tomar parte en el Asesinato de García Moreno, a lo cual él contestó: ¿A la Revolución?, marchemos de inmediato… ¿A asesinarlo? ¡Jamás!. Pero ésta no deja de ser sino una simple suposición, pues un hombre de honor intachable como él lo fue, de conocer el complot hubiera impedido que el crimen se realizara.

## Últimos combates y muerte
El 6 de agosto de 1875 se retiró a la vida privada, donde moriría el 29 de marzo de 1904.